# Open Software Foundation
La Open Software Foundation (OSF) fu un'organizzazione fondata nel 1988 con l'obiettivo di creare uno standard aperto per un'implementazione del sistema operativo Unix. I membri fondatori furono Apollo Computer, Groupe Bull, Digital Equipment Corporation, Hewlett-Packard, IBM, Nixdorf Computer e Siemens AG, talora chiamati "La Gang dei Sette". Successivamente si unirono Philips e Hitachi.

## Descrizione
La fondazione dell'organizzazione è stata vista da molti come la risposta alla collaborazione tra AT&T e Sun Microsystems creata per pubblicare la quarta versione di UNIX System V, e alla minaccia che i produttori li chiudessero fuori dal processo di standardizzazione. Questo portò Scott McNealy della Sun a ironizzare sulla sigla "OSF", utilizzandola come acronimo per "Oppose Sun Forever" (Sempre Contro Sun). La competizione tra le due versioni di Unix fu nota come Unix wars. AT&T fondò l'organizzazione UNIX International come risposta alla OSF.
La prima implementazione standard di Unix della OSF, pubblicata nel 1990, è conosciuta come OSF/1. Fu in gran parte un fallimento, tale che la OSF fermò lo sviluppo delle successive versioni nel 1994. DEC fu l'unico produttore che adottò tale sistema, pubblicizzandolo come Digital UNIX.
La OSF sviluppò altri standard più noti, che ebbero più fortuna, come Motif e Common Desktop Environment, rispettivamente usciti come widget toolkit e desktop environment per i sistemi X Windows. Nel 1996 la OSF si fuse con l'azienda X/Open per diventare The Open Group.
A dispetto della somiglianza nel nome, e il fatto che entrambe abbiano sede a Cambridge, in Massachusetts, non c'è nessun legame tra OSF e la Free Software Foundation.